# Marita Gleisner
Marita Gleisner, tidigare Lindfors, född 21 september 1945 i Nykarleby, är en finländsk författare. 
Gleisner var verksam som tjänsteman vid länsskatteverket i Vasa 1984–1999. Hon debuterade som författare med romanen Harlekinburen (1992, utgiven under namnet Marita Lindfors), som följdes av Kameleontkvinnan (1994) och Salamanderboulevarden (1997). I dessa böcker skildrar hon kvinnoliv i en ironiskt psykologiserande stil, där vardagen plötsligt vrids upp i grotesk. Hon har senare skrivit kriminalromanen Alabasteroxen (2001, även i tysk översättning), barnböckerna Våren med kejsarn (2003), Faster Nadjas gata (2004) och Livet är en enda stor födelsedagsfest (2009) samt detektivromanen Lydia Light (2006).
Hon tilldelades Choraeuspriset av Olof och Siri Granholms stiftelse år 2008.